# Поліанілін

Основні структурні одиниці поліаніліну

Поліанілін (PANI) — електропровідний полімер, мономером якого є анілін. Поліаналін існує в кількох оксидованих модифікаціях, і його властивості змінюються від ступеня окиснення.
Структурними одиницями поліаніліну є (C6H4N)n та (C6H4NH)n. У першій із них між бензольним кільцем і атомами Нітрогену є подвійні зв'язки, у другому їх немає.
- Чистий (C6H4NH)n називають лейкоемеральдином. Це біла прозора речовина.
- Модифікація {[C6H4NH]2[C6H4N]2}n називається емеральдином. Вона має блакитний колір, і її називають основою. Якщо її протонувати, збагатити атомами Гідрогену, вона стає зеленою, і тоді її називають сіллю.
- (C6H4N)n називають (пер)ніграніліном. Це речовина блакитно-фіолетового кольору.

## Фізичні властивості
Емеральдинова основа найбільш стабільна при кімнатній температурі. При обробці кислотою вона переходить у високопровідну сіль. Цей перехід пов'язаний з тим, що додаткові атоми Гідрогену сприяють делокалізації електронів.
Зміну кольору поліаніліну при оксидації можна використати в сенсорах та електрохромних пристроях. Однак, найбільше значення має різка зміна провідності. Обробка емеральдину кислотою може змінити провідність на 10 порядків.

## Отримання
Хоча методи синтезу поліаніліну доповолі прості, механізм полімеризації, мабуть, складний. Формування лейкоемеральдину можна описати реакцією
n C6H5NH2 + [O] → [C6H4NH]n + H2O,
де [O] — довільний окислювач. Найчастіше в ролі окислювача використовується персульфат амонію. Обидва реагенти розчиняють в соляній або іншій кислоті й поволі змішують. Реакція дуже екзотермічна. Полімер осідає у вигляді нестабільної дисперсної суміші з розмірами частинок порядка мікрона.
При приготуванні поліаніліну з емеральдинової бази типовим окислювачем є мета-хлоропероксибензольна кислота:
{[C6H4NH]2[C6H4N]2}n + RCO3H → [C6H4N]n + H2O + RCO2H

## Застосування
Поряд з іншими електропровідними полімерами поліанілін перспективний завдяки малій вазі при високій провідності, механічній гнучкості й малій вартості виробництва. В цьому сенсі поліанілін особливо привабливий, оскільки він порівняно дешевий, має три стани окиснення із різним кольором. Тому його можна використовувати в суперконденсаторах та електрохромних пристроях. З поліаніліну можна виробляти провідне волокно, антистатичні покриття, електромагнітні захисні екрани, гнучкі електроди, антикорозійні покриття, шари інжектування дірок, прозорі провідники, які могли б замінити ITO, сенсори хімічних випарів та розчинів, електрохромні покриття (вікна зі змінним кольором, дзеркала тощо).
Наразі поліанілін в основному застосовують при виробництві друкованих плат, в антистатичних покриттях та для захисту від корозії. Комерційно поліанілін можна отримати від Ormecon Enthone (CooksonElectronics), Eeonyx, Crosslink.